# Gmina Krotoszyn
Die Gmina Krotoszyn [krɔˈtɔʃɨn] anhörenⓘ ist eine Stadt-und-Land-Gemeinde im Powiat Krotoszyński der Woiwodschaft Großpolen in Polen. Sitz des Powiats und der Gemeinde ist die gleichnamige Stadt (deutsch Krotoschin) mit etwa 28.900 Einwohnern.

## Geographie

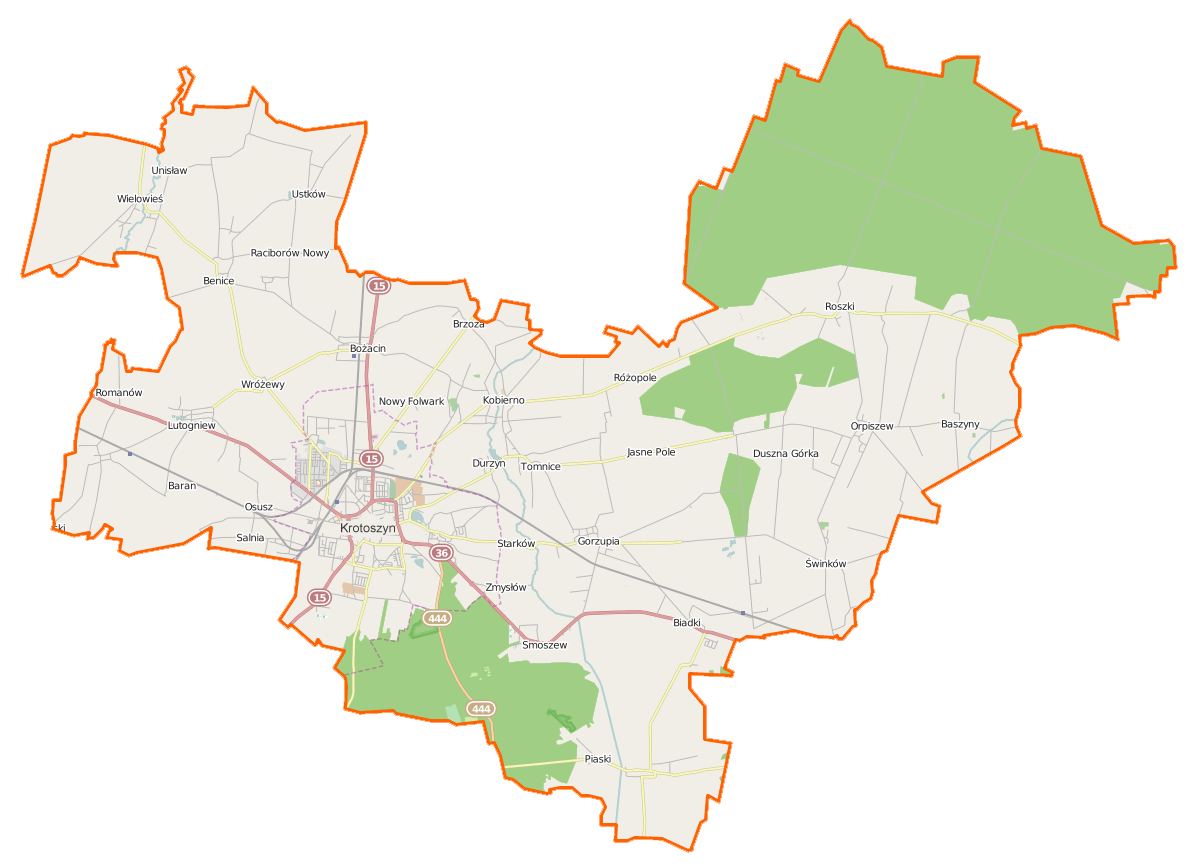
Karte der Gemeinde

Die Gemeinde liegt im Süden der Woiwodschaft, etwa zwei bis drei Kilometer von der Grenze zur Woiwodschaft Niederschlesien entfernt. Breslau liegt 60 Kilometer südwestlich, die Woiwodschafts-Hauptstadt Posen etwa 70 Kilometer nordwestlich. Nachbargemeinden sind die Gemeinden Koźmin Wielkopolski, Rozdrażew und Dobrzyca im Norden, Raszków im Osten, Ostrów Wielkopolski und Sulmierzyce im Südosten, Zduny im Süden, Kobylin im Westen sowie Pogorzela im Nordwesten.
Die Gemeinde hat eine Fläche von 255,5 km², von der 64 Prozent land- und 28 Prozent forstwirtschaftlich genutzt werden.

## Geschichte
Das heutige Gemeindegebiet gehörte unterbrochen durch die deutsche Besatzungszeit im Zweiten Weltkrieg von 1919 bis 1975 zur Woiwodschaft Posen mit unterschiedlichen Zuschnitt. – Die deutsche Minderheit wurde nach dem Weltkrieg vertrieben.
Von 1975 bis 1998 kam das Gemeindegebiet zur Woiwodschaft Kalisz. Der Powiat wurde in dieser Zeit aufgelöst. Die Landgemeinde Krotoszyn wurde ab 1954 wiederholt in verschiedene Gromadas umgewandelt und zum 1. Januar 1973 neu geschaffen. Stadt- und Landgemeinde Krotoszyn wurden 1990/1991 zur Stadt-und-Land-Gemeinde zusammengelegt. Diese gehört seit 1999 zur Woiwodschaft Großpolen und zum wieder eingerichteten Powiat Krotoszyński.

### Partnerschaften
Die Partnerstädte und -gemeinden von Krotoszyn sind seit 1989 Brummen in den Niederlanden, seit 1992 Maišiagala in Litauen, seit 1994 Fontenay-le-Comte in Frankreich, seit 1997 die Verbandsgemeinde Dierdorf in Rheinland-Pfalz, seit 2007 Bucak in der Türkei, seit 2016 Okinoshima in Japan sowie seit 2017 Fonyód in Ungarn.

## Gliederung
Zur Stadt-und-Land-Gemeinde (gmina miejsko-wiejska) Krotoszyn mit 40.269 Einwohnern (Stand 31. Dezember 2020) gehören die Stadt selbst und 29 Dörfer mit Schulzenämtern (sołectwa):
| Name         | deutscher Name (1815–1919)           | deutscher Name (1939–1945)                  |
| ------------ | ------------------------------------ | ------------------------------------------- |
| Baszyny      | Baschin                              | Baschin                                     |
| Benice       | Benice                               | Benitz                                      |
| Biadki       | Biadki                               | 1939–1943 Biadke 1943–1945 Battken          |
| Bożacin      | Bozacin                              | 1939–1943 Bosatschin 1943–1945 Bosenstein   |
| Brzoza       | Brzoza                               | Brzoza                                      |
| Chwaliszew   | Chwaliszew                           | Chwalischew                                 |
| Durzyn       | Durzyn                               | 1939–1943 Durzyn 1943–1945 Durschin         |
| Duszna Górka | Karlstein                            | Karlstein                                   |
| Dzierżanów   | Dzierzanow                           | 1939–1943 Dschiersanow 1943–1945 Derschenau |
| Gorzupia     | Gorzupia                             | 1939–1943 Gorsupia 1943–1945 Franzensfeld   |
| Janów        | Hanswalde                            | Hanswalde                                   |
| Jasne Pole   | Hellefeld                            | Hellefeld                                   |
| Kobierno     | Kobierno                             | 1939–1943 Kobierno 1943–1945 Köbern         |
| Lutogniew    | Lutogniewo 1907–1919 Margarethendorf | Margaretendorf                              |
| Nowy Folwark | Neuvorwerk                           | Neuvorwerk                                  |
| Orpiszew     | Orpischewo                           | 1939–1943 Orpischewo 1943–1945 Sonnenfeld   |
| Osusz        | Osusch                               | Osusch                                      |
| Raciborów    | Raciborowo                           | Raciborowo                                  |
| Romanów      | Romanow                              | 1939–1943 Romanow 1943–1945 Romansfelde     |
| Roszki       | Roschki                              | 1939–1943 Roschki 1943–1945 Roschken        |
| Różopole     | Rosenfeld                            | Rosenfeld                                   |
| Smoszew      | Smoszew                              | Schmoschew                                  |
| Świnków      | Swinkow                              | Schwinkow                                   |
| Tomnice      | Tomnice 1907–1919 Tomnitz            | Tomnitz                                     |
| Unisław      | Unislaw                              | Unislau                                     |
| Ustków       | Ustkow                               | Ustkow                                      |
| Wielowieś    | Wielowies                            | 1939–1943 Wielowies 1943–1945 Wiele         |
| Wronów       | Wronow                               | 1939–1943 Wronow 1943–1945 Wornau           |
| Wróżewy      | Wruzew 1907–1919 Sagenhof            | Sagenhof                                    |

Weitere kleinere Ortschaften, Siedlungen und Ortsteile sind Baran, Brzezinka, Chmielnik, Dąbrowa, Jastrzębiec, Jaźwiny, Jelonek, Jobki, Łówkowiec, Miłowiec, Odrodzenie, Piaski, Pustkowie Jędrzejewskie, Rąbież, Rozdrażewek, Roszki-Bór, Rudy, Ryczków, Salnia, Sędziszew, Sobki, Sokołówka, Stare Budy, Stary Las, Teresiny, Ugrzele, Witki und Zofiówka.

## Sehenswürdigkeiten
Neben den bedeutenden Baudenkmalen der Stadt sind in die Denkmalliste der Woiwodschaft eingetragen:
- Pfarrkirche św. Mikołaja in Benice, 1598 erbaut
- Pfarrkirche św. Wojciecha in Kobierno, errichtet 1881–1883, Toranlage und Friedhof
- Pfarrkirche Św. Trójcy in Lutogniew, 1823–1832/1900 erbaut
- Pfarrkirche Allerheiligen in Wielowieś, 1665/1929 erbaut; Pfarrhaus
- Herrenhaus in Lutogniew
- Herrenhaus in Smoszew, 19. Jahrhundert
- Herrenhaus in Wielowieś, 18./19. Jahrhundert
- Herrenhaus und Nebengebäude in Wronów, 1871/1906 erbaut

Zu den bedeutenden modernen Kirchen gehört St. Isidor in Biadki.

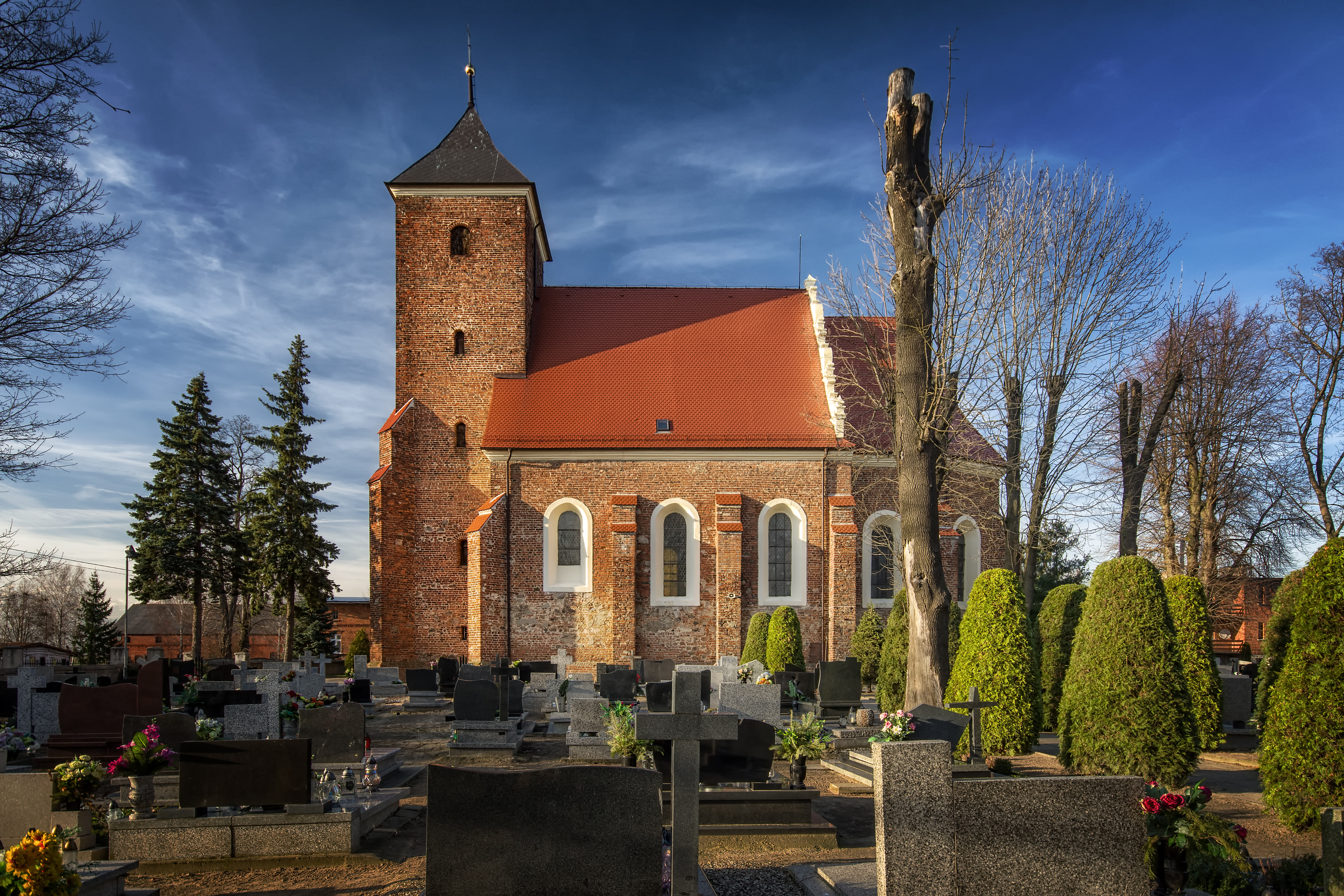
Pfarrkirche in Benice
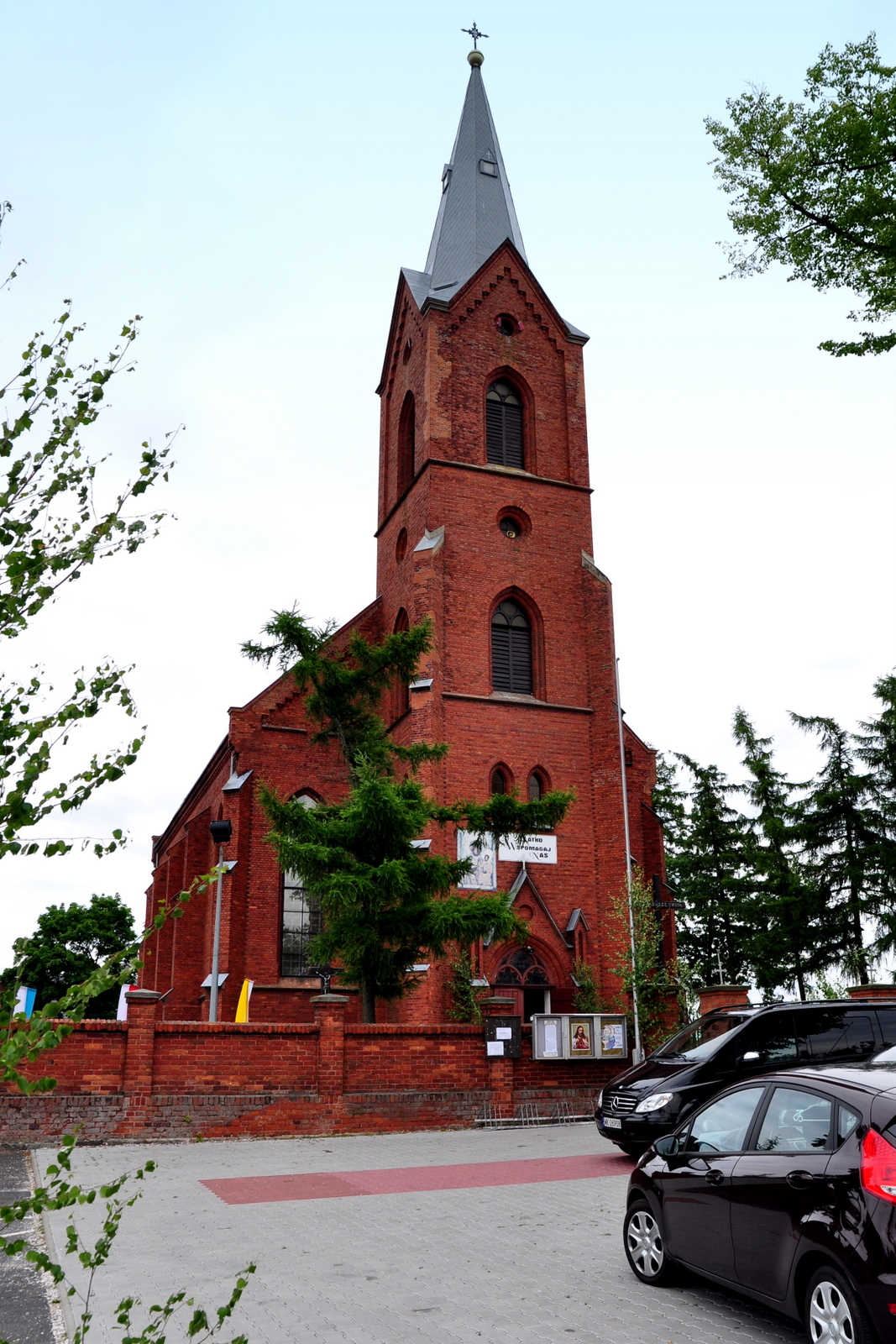
Pfarrkirche in Kobierno
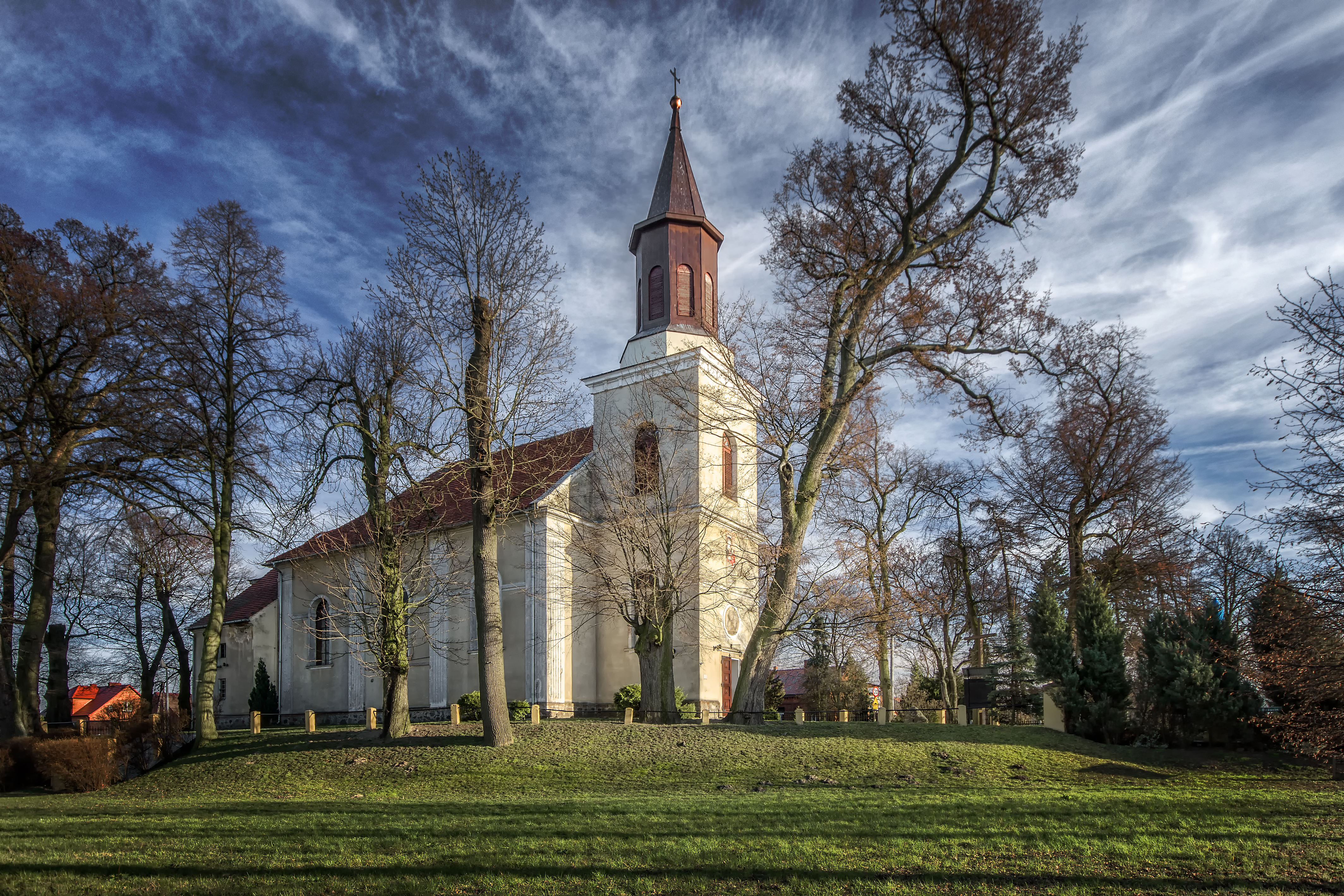
Pfarrkirche in Lutogniew
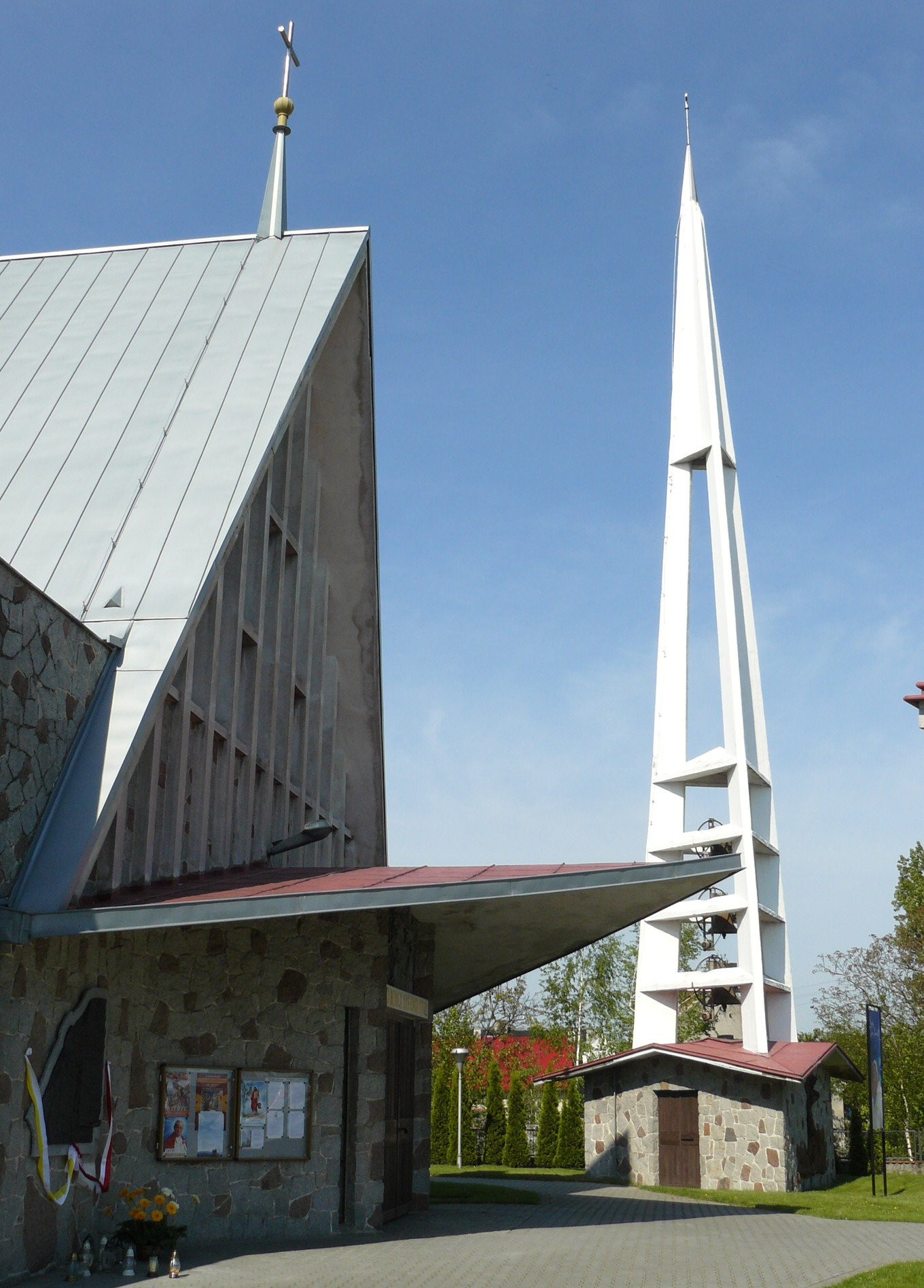
Kirche in Biadki

## Verkehr
Neben dem Bahnhof Krotoszyn bestehen an der Bahnstrecke Ostrów Wielkopolski–Leszno der Bahnhof Biadki, die Haltepunkte Dzierżanów und Gorzupia, der Dienstbahnhof Durzyn und die Betriebsstelle Osuz. Auf der Bahnstrecke Oleśnica–Chojnice besteht nur noch geringer Personenverkehr zwischen Krotoszyn und Jarocin (Jarotschin). Ein Haltepunkt auf Gemeindegebiet ist Bożacin. – Die Kreisbahn Krotoschin–Pleschen bzw. Krotoszyńska Kolej Dojazdowa war von 1900 bis 1986 zwischen Krotoszyn Wąskotorowy (Schmalspur-Bahnhof) und Pleszew in Betrieb. Sie bediente außer der Kreisstadt auf Gemeindegebiet die Dörfer Brzoza und Nowy Folwark.
Die nächsten internationalen Flughäfen sind Breslau und Poznań-Ławica.

## Persönlichkeiten
- Gustav von Dreising (1846–1917), preußischer Generalleutnant; geboren in Smoszew
- Michał Kozal (1893–1943), seliggesprochener polnischer Bischof, Tod im Konzentrationslager Dachau; geboren in Neuvorwerk.